# Pławno (powiat choszczeński)
Pławno (niem. Plagow) – wieś sołecka w Polsce położona w województwie zachodniopomorskim, w powiecie choszczeńskim, w gminie Bierzwnik. W latach 1975–1998 miejscowość administracyjnie należała do województwa gorzowskiego. W roku 2007 wieś liczyła 329 mieszkańców. 
Kolonie wchodzące w skład sołectwa: Bukowie, Kłodzin, Pławienko.
Leśniczówka wchodząca w skład sołectwa: Sojec.

## Geografia
Wieś leży ok. 9 km na północny zachód od Bierzwnika, między Zieleniewem a miejscowością Rakowo.

## Historia
Wieś od XIII do pocz. XVI wieku była w posiadaniu Cystersów bierzwnickich. W 1718 r. pięciu chłopów miało tutaj po 2 łany. Chłopi z Pławna mogli korzystać z okolicznych łąk, lasów i łowisk rybnych. W 1809 r. wieś i folwark domenalny zamieszkany był przez 282 mieszkańców w 38 domach. Folwark gospodarował na 1 568 morgach ziemi. W 1840 roku we wsi było 36 domów, folwark i wiatrak. W 1905 r. miejscowość liczyła 445 osób, natomiast 20 lat później - 482. 

## Zabytki i atrakcje turystyczne
- kościół filialny rzymskokatolicki pw. św. Izydora, należący do parafii pw. św. Jadwigi Śląskiej w Zieleniewie, dekanatu Drawno, archidiecezji szczecińsko-kamieńskiej, metropolii szczecińsko-kamieńskiej.

## Kultura i sport
W Pławnie znajduje się filia Gminnej Biblioteki Publicznej w Bierzwniku.